# Đồng bằng tây Siberia

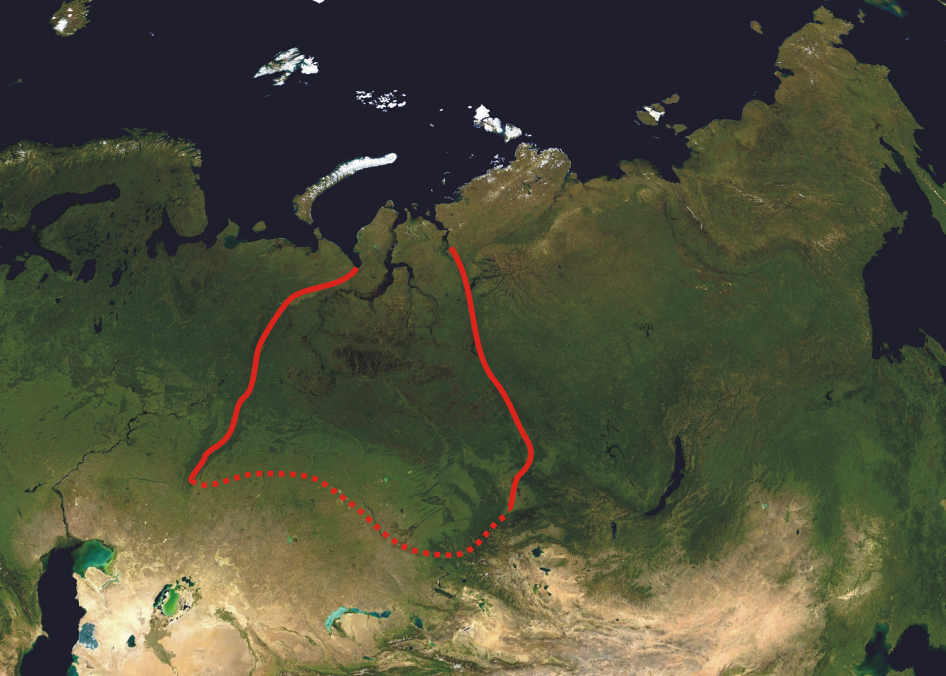
Đồng bằng Tây Siberia trên ảnh vệ tinh của Bắc Á

Đồng bằng Tây Siberia (tiếng Nga: За́падно-Сиби́рская равни́на) là một đồng bằng lớn chiếm phần phía tây của Siberia, giữa dãy núi Ural ở phía Tây và sông Enisei ở phía Đông, và dãy núi Altay ở Đông Nam. Phần lớn đồng bằng thoát nước kém và bao gồm một số đầm lầy và đất ngập nước lớn nhất thế giới. Các thành phố quan trọng của đông bằng là Omsk, Novosibirsk và Chelyabinsk.

## Địa lý
Đồng bằng Tây Siberia nằm ở phía đông dãy núi Ural và phần lớn nằm trong lãnh thổ Nga. Diện tích của đồng bằng là trên 975.000 dặm vuông Anh (2.530.000 km2). Nó được coi là vùng đất thấp không gián đoạn lớn nhất thế giới với trên 50% thấp dưới 330 feet (100 m) trên mực nước biển—và có diện tích từ 2,6–2,7 triệu km², tức khoảng một phần ba tổng diện tích Siberia, Kéo dài theo chiều bắc-nam là 1490 mi (2.400 km), từ Bắc Băng Dương tới vùng chân đồi của dãy núi Altay, và kéo dài theo chiều đông-tây là 1.180 mi (1.900 km) từ sông Enisei đến dãy núi Ural.
Đồng bằng có tám vùng thực vật riêng biệt: lãnh nguyên, rừng-lãnh nguyên, bắc taiga, trung taiga, nam taiga, rừng cận taiga, rừng-thảo nguyên, và thảo nguyên. Số lượng các loài động vật tại đồng bằng Tây Siberia là từ 107 ở vùng lãnh nguyên đến 278 hoặc cao hơn ở vùng rừng-thảo nguyên. Sông Enisei chảy từ nam lên bắc, chiều dài khòng 2.195 dặm (3.533 km), tại vùng cửa biển, sông đổ ra trên 5 triệu gallon nước mỗi giây. Cùng với chi lưu Angara, hai con sông dài tới 3.435 dặm (5.528 km). Thung lũng sông tạo thành một đường gần như phân chia đồng bằng Trung Siberia và Cao nguyên Trung Siberia. Các dòng sông băng mở rộng xa về phía nam đến nơi hợp lưu của Obi-Irtysh, hình thành một vài những ngọn đồi thấp và các rặng núi, song đồng bằng vẫn cực kỳ bằng phẳng.
Mùa đông tại đồng bằng Tây Siberia khắc nhiệt và kéo dài. Khí hậu tại phần lớn đồng bằng thuộc kiểu cận Bắc cực hay lục địa. Hai trong số các thành phố lớn của đồng bằng là Surgut và Nizhnevartovsk.

## Địa chất
Đồng bằng Tây Siberia gồm phần lớn các bồi tích Đại Tân sinh và cực bằng phẳng. Nếu mực nước biển dâng lên 50 mét nữa thì toàn bộ vùng đất của đồng bằng nằm giữa Bắc Băng Dương và Novosibirsk sẽ bị ngập. Đây là một khu vực của vỏ trái đất đã trải qua sự sụt lún kéo dài và gồm các trầm tích theo phương ngang từ 65.000.000 năm trước. Nhiều trong số các trầm tích của đồng bằng này là kết quả của các quá trình nghẽn băng (ice dam); đã đảo ngược dòng chảy của sông Obi và Enisei, chuyển hướng chúng tới biển Caspia, và có lẽ là biển Aral. Đồng bằng có nhiều đầm lầy và đất đai chủ yếu là than bùn Histosol và ở các khu vực trơ trụi phía bắc là Gelisol.
Đây là một trong những vùng đất than bùn lớn nhất trên thế giới, đặc trưng với các đầm lầy nổi. Đầm lầy Vasyugan được cho đầm lầy nổi đơn lẻ lớn nhất thế giới, với diện tích xấp xỉ 20.309 mi² (51.600 km²). Ở phía nam của đồng bằng, nơi hiếm khi có tầng đất đóng băng vĩnh cửu, các đồng cỏ dồi dào là một phần mở rộng của thảo nguyên Kazakh tạo thành từ các thảm thực vật ban đầu. Nhiều khu vực rộng lớn của đồng bằng bị ngập lụt vào mùa xuân, và các vùng đầm lầy chiếm phần lớn các diện tích đất không phù hợp cho phát triển nông nghiệp. Các con sông chủ đạo của đồng bằng Tây Siberia là Obi, Irtysh và Enisei. Đồng bằng có nhiều hồ và đầm lầy, cũng như có tài nguyên lớn về dầu khí và khí thiên nhiên. Vào thập niên 1970 và 1980, hầu hết các sản phẩm dầu và khí đốt của Nga đều được chiết xuất từ khu vực này.

## Hình ảnh

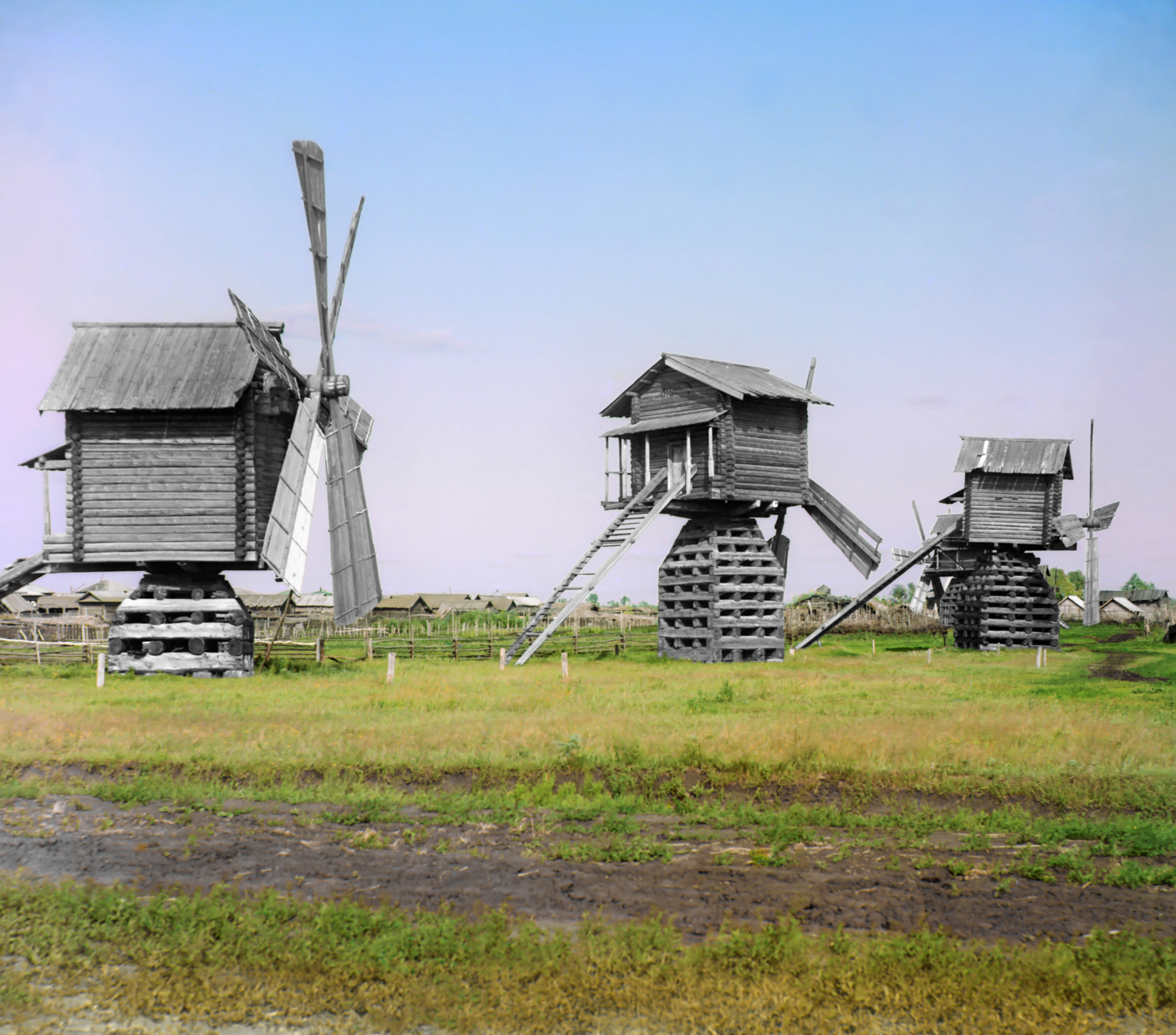
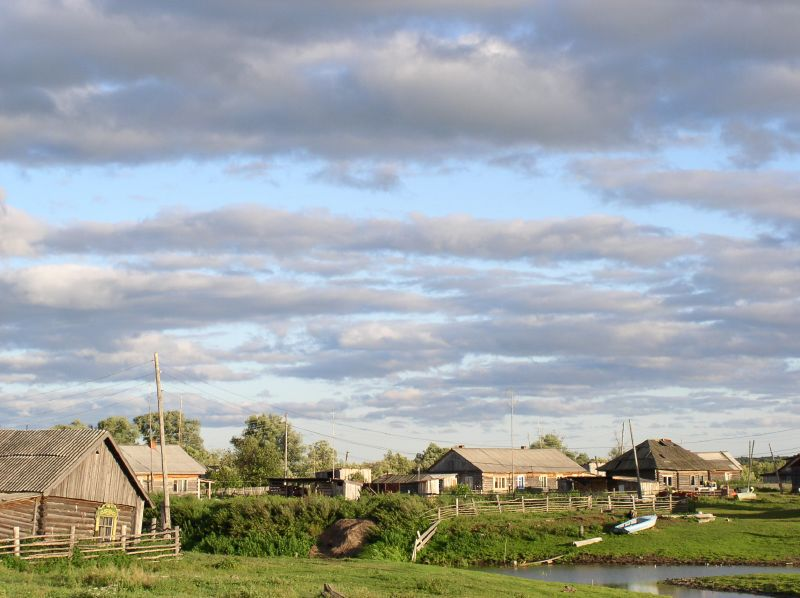
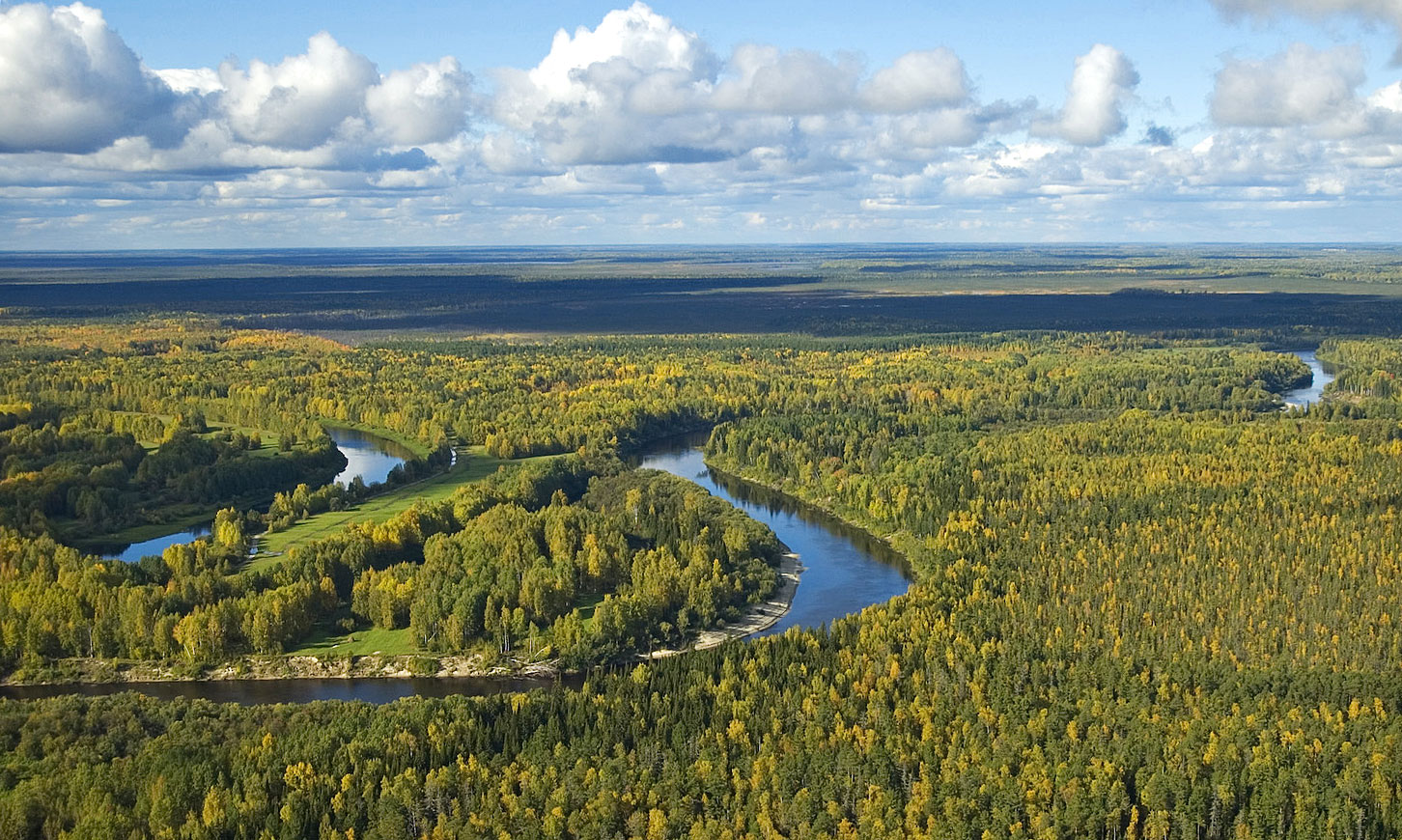
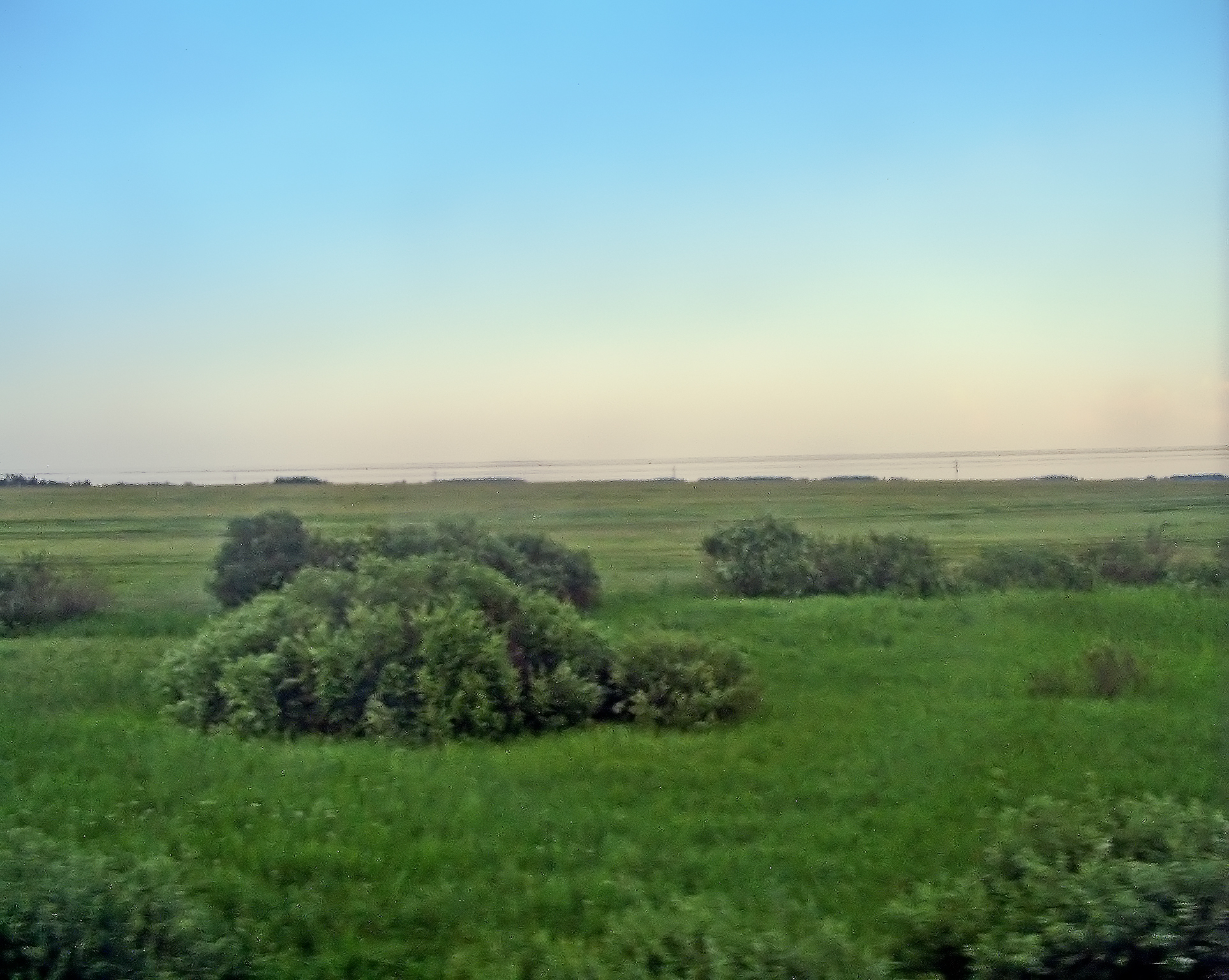